# Suchohrdly
Suchohrdly (in tedesco Zuckerhandl) è un comune della Repubblica Ceca facente parte del distretto di Znojmo, in Moravia Meridionale.